# Босна и Херцеговина на Летњим олимпијским играма 2008.
Босну и Херцеговину у свом петом учествовању на Летњим олимпијским играма у Пекингу 2008. имала је пет такмичара, који су наступали у 4 индивидуална спорта. Шеста такмичарка Оливера Јурић која је требало да наступи у дизању тегова суспендована је због позитивног допинг теста и није путовала у Пекинг.
Најмлађи учесник у репрезентацији Босне и Херцеговине био је пливач Недим Нишић са 24 године и 161 дан, а најстарији четвороструки учесник на ЛОИ стрелац Неџад Фазлија са 40 год и 175 дана.
Заставу на свечаном отварању је носио џудиста Амел Мекић.
Екипа Босне и Херцеговине није освојила ниједну медаљу.
Најзапаженији резултат су поастигли атлетичарка Лусија Кимани, које је у маратону поправила национални рекорд Босне и Херцеговине - 2.35:47. и џудиста Амел Мекић који је у четири борбе имао две победе и у укопном пласману делио 9. место.

## Учесници по спортовима
| Спорт      | Мушкарци | Жене | Укупно |
| ---------- | -------- | ---- | ------ |
| Атлетика   | 1        | 1    | 2      |
| Пливање    | 1        | 0    | 1      |
| Стрељаштво | 1        | 0    | 1      |
| Џудо       | 1        | 0    | 1      |
| Укупно(4)  | 4        | 1    | 5      |

| Спорт    | Дисциплина | Муш. /Жене | Резултат      | Такмичар |
| -------- | ---------- | ---------- | ------------- | -------- |
| Атлетика | маратон    | ж          | Лусија Кимани |          |

## Резултати по спортовима

### Атлетика

#### Мушкарци
| Атлетичар  | Дисциплина   | Лични рекорд | Квалификације | Квалификације | Финале           | Финале       | Детаљи |
| Атлетичар  | Дисциплина   | Лични рекорд | Резултат      | Место         | Резултат         | Место        | Детаљи |
| ---------- | ------------ | ------------ | ------------- | ------------- | ---------------- | ------------ | ------ |
| Хамза Алић | бацање кугле | 20,56        | 19,87         | 8. у гр. А    | Није се пласирао | 17 / 40 (45) |        |

#### Жене
| Атлетичар     | Дисциплина | Лични рекорд | Финале     | Финале        | Детаљи |
| Атлетичар     | Дисциплина | Лични рекорд | Резултат   | Место         | Детаљи |
| ------------- | ---------- | ------------ | ---------- | ------------- | ------ |
| Лусија Кимани | маратон    | 2,38:21 НР   | 2,35:47 НР | 42. / 69 (82) |        |

### Пливање
| Пливач      | Дисциплина    | Група | Група      | Полуфинале           | Полуфинале           | Финале               | Финале       | Детаљи |
| Пливач      | Дисциплина    | Време | Пласман    | Време                | Пласман              | Време                | Пласман      | Детаљи |
| ----------- | ------------- | ----- | ---------- | -------------------- | -------------------- | -------------------- | ------------ | ------ |
| Недим Нишић | 100 м делфино | 57,16 | 7. у гр. 2 | Није се квалификовао | Није се квалификовао | Није се квалификовао | 64. /65 (66) |        |

### Стрељаштво

#### Мушкарци
| Стрелац       | Дисциплина           | Квалификација      | Квалификација | Финале           | Финале           | Плаасман      | Детаљи |
| Стрелац       | Дисциплина           | Резултат           | Пласман       | Резултат         | Укупно           | Плаасман      | Детаљи |
| ------------- | -------------------- | ------------------ | ------------- | ---------------- | ---------------- | ------------- | ------ |
| Неџад Фазлија | Ваздушни пиштољ 10 м | 588                | 35.           | Није се пласирао | Није се пласирао | 35./ 51       |        |
| Неџад Фазлија | МК пушка тростав     | 1148 (393+376+379) | 43.           | Није се пласирао | Није се пласирао | 43. / 49 (50) |        |
| Неџад Фазлија | МК пушка лежећи      | 586                | 45            | Није се пласирао | Није се пласирао | 45 / 56       |        |

### Џудо

#### Мушкарци
| Џудиста    | Дисц.   | коло 32                                               | коло 16                                | Четвртфинале       | Полуфинале         | 1. коло репасажа                    | Четвртфин. репасажа                | Полуфин. репасажа  | Финале             | Бел. |
| Џудиста    | Дисц.   | Противник Резултат                                    | Противник Резултат                     | Противник Резултат | Противник Резултат | Противник Резултат                  | Противник Резултат                 | Противник Резултат | Противник Резултат | Бел. |
| ---------- | ------- | ----------------------------------------------------- | -------------------------------------- | ------------------ | ------------------ | ----------------------------------- | ---------------------------------- | ------------------ | ------------------ | ---- |
| Амел Мекић | −100 кг | Волмар Сједињене Америчке Државе · Поб. 0200 : 0010 · | Зиткејев Казахстан · Пор 0001 : 1010 · | Није се пласирао   | Није се пласирао   | Ал-Енези Кувајт · Поб 1100 : 0001 · | Хадфи Мађарска · Пор 0011 : 1001 · | Није се пласирао   | Није се пласирао   |      |